# Viaduc de la Recoumène
Le viaduc de la Recoumène (ou de Recoumène) est un pont à destination ferroviaire construit de 1921 à 1925 pour la ligne de chemin de fer dite « la transcévenole » qui devait relier le Puy (Haute-Loire) à Aubenas (Ardèche). Cette ligne n'ayant pas été achevée, le viaduc n'a jamais été mis en service et n'a jamais vu passer de train.
Le viaduc de (la) Recoumène est situé dans la Haute-Loire, près du Monastier-sur-Gazeille, centre touristique rendu célèbre par Robert-Louis Stevenson. Il franchit la Gazeille, petit affluent de la Loire descendant du mont Mézenc, et la route départementale 535 qui relie le Puy à Privas. D'après le cadastre napoléonien la Gazeille s'appelait autrefois  La Ricomène. C'est ce nom qui a servi à l'époque, mais sous une forme légèrement modifiée, pour la désignation de ce viaduc.

## Histoire
Le viaduc a été conçu par l'ingénieur des ponts et chaussées Paul Séjourné, chef du service des constructions à la compagnie PLM et dernier grand spécialiste des constructions en maçonnerie pour les chemins de fer. Le chantier a été dirigé par les ingénieurs Ortigues et Ollanier et construit par l'entreprise Ch. Milliat.
Le viaduc, entièrement en basalte (la roche du pays), est long de 270 mètres, et comporte 8 arches en plein cintre de 25 mètres d'ouverture. Établi en rampe sévère de 21 ‰ (21 mm pour 1 000 mm) , il domine la rivière de 65,60m. Il est construit en courbe, d'un rayon horizontal de 325 mètressans contreforts, ni piles de culées, ni chaînages. Grâce à l'emploi du mortier de ciment, les piles en sont très fines.
L'ouvrage est presque terminé quand arrive à la compagnie PLM, le 9 octobre 1925, la décision ministérielle de ne réaliser que les interventions « strictement indispensables pour assurer la conservation des travaux exécutés à ce jour ». La section Le Monastier-Lavelade est déclassée en 1937, celle de Brives-le Monastier en 1941.
Pour reprendre les propos d'Auguste Jouret qui a participé à la construction du viaduc au début de sa carrière d'ingénieur : « Le viaduc de Recoumène est l'ultime morceau de bravoure de ce temps. Plaqué sur un paysage sévère, il s'offre dans son élégance racée et froide, hommage gratuit au basalte. Gratuit en effet car, authentique œuvre d'art, il ne sert finalement qu'à être regardé ».
Le pont a été inscrit au titre des monuments historiques le 21 août 1989.

## Loisirs
Intégré dans un parcours touristique pédestre, équestre et VTT, saut à l'élastique de 65 mètres.